# Saint-Lambert (Calvados)
Saint-Lambert é uma comuna francesa na região administrativa da Normandia, no departamento Calvados. Estende-se por uma área de 7,55 km². Em 2010 a comuna tinha 274 habitantes (densidade: 36,3 hab./km²).